# Ikke-binær kønsidentitet
|  | Sammenskrivningsforslag Artiklen Genderqueer er foreslået føjet ind i Ikke-binær kønsidentitet. (Siden juli 2020) Diskutér forslaget |

Ikke-binær eller non-binær (fra engelsk: non-binary, ofte forkortet enby) eller genderqueer er et spektrum af kønsidentiteter, som ikke er eksklusivt maskuline eller feminine - dvs. identiteter, der ligger udenfor kønsbinariteten. Ikke-binære identiteter kan falde under transkønnethedsparaplyen, da ikke-binære personer også kan identificere sig med et køn, der er anderledes end deres fødselskøn.